# Laura Martínez Berenguer
Laura Martínez Berenguer (Alacant, 1951) és una política valenciana, senadora en la V i VI legislatures 
Ha treballat com a puericultora i és membre de l'executiva provincial i regional del Partit Popular del País Valencià. Fou escollida senadora per la província d'Alacant a les eleccions generals espanyoles de 1993 i 1996. Ha estat vicepresidenta primera de la Comissió de Defensa i secretària primera de la comissió especial sobre les arts escèniques, musicals i audiovisuals del Senat d'Espanya.
En 2000 i 2004 treballà a la Conselleria de Benestar Social de la Generalitat Valenciana.